# Samsung Galaxy Note 5
Samsung Galaxy Note 5 (stylizováno jako Samsung Galaxy Note5) je phablet vyvinutý společností Samsung Electronics. Byl představen 13. srpna 2015  jako nástupce Galaxy Note 4.